# Leucothyreus spitzi
Leucothyreus spitzi är en skalbaggsart som beskrevs av Ohaus 1931. Leucothyreus spitzi ingår i släktet Leucothyreus och familjen Rutelidae. Inga underarter finns listade i Catalogue of Life.